# او-بوت نوع ۱۴
او-بوت نوع ۱۴ (به آلمانی: U-Boot-Klasse XIV) نوعی از او-بوت‌های کریگس‌مارینه، نیروی دریایی آلمان در جریان جنگ جهانی دوم بود.